# 렌츠부르크 백작
렌츠부르크 백작(12세기 초에는 바덴 백작이기도 함)은 11세기와 12세기에 슈바벤 공국에서 아르가우와 취리히가우의 파기 상당 부분을 통제한 귀족 가문이었다.
1173년 그들의 부계 혈통이 멸족된 후, 그들의 땅은 키부르크가, 체링겐가, 호엔슈타우펜가 사이에 분배되었다. 이후 합스부르크 왕가가 구 렌츠부르크 영토로 확장된 것은 13세기 후반에 구스위스 연방이 결성된 여러 요인 중 하나였다.

## 역사

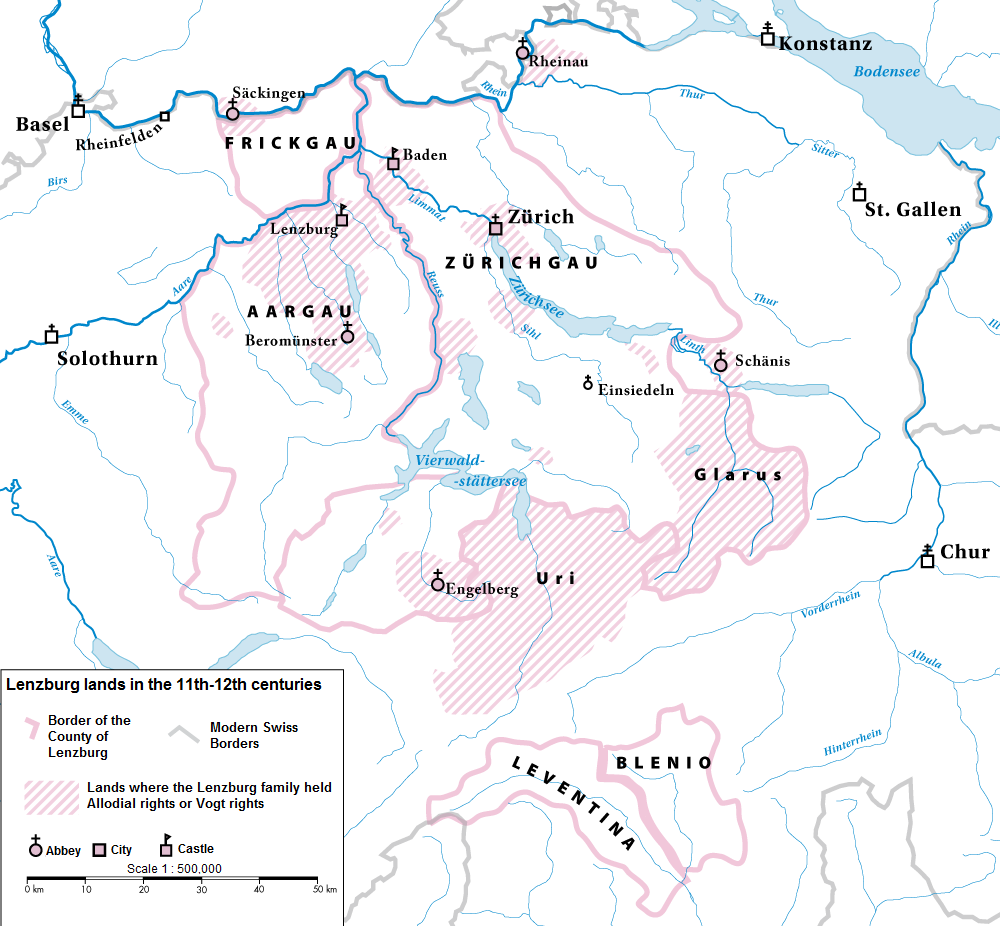
11~12세기의 렌츠부르크 영지

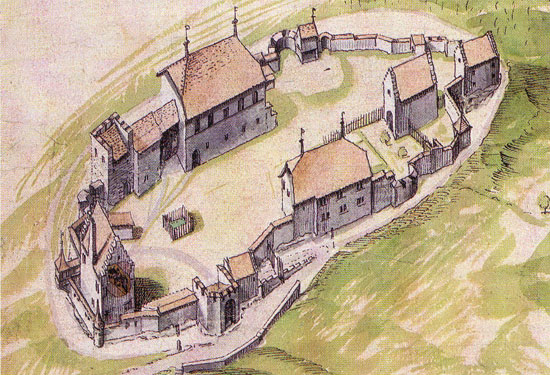
1624년 렌츠부르크성

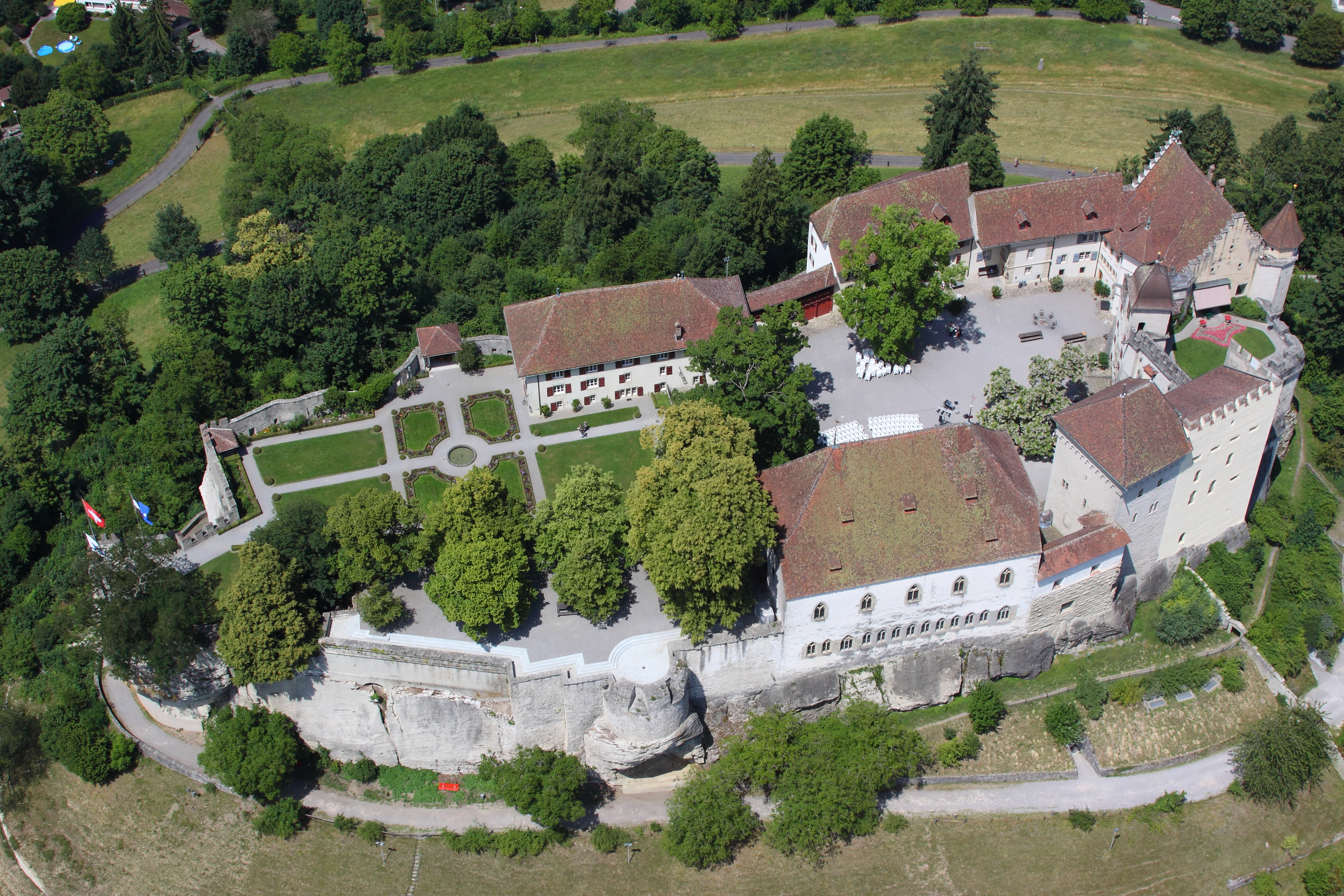
현대의 렌츠부르크성

렌츠부르크 가문은 1077년 렌츠부르크성과 관련하여 처음 언급되었다. 그들은 아마도 세니스 수도원에 대한 종교관인 세니스 영주의 여성 가계를 통해 라에티아의 체링겐 백작 훈트리트의 후손이었을 것이다. 이 계보를 통해 울리히(972년 사망)는 일반적으로 렌츠부르크 가문의 첫 번째 구성원으로 간주된다.
렌츠부르크가는 합스부르크 백작, 레겐스부르크의 슈테플링가 및 키부르크가를 포함하여 몇몇 다른 귀족 가문과 관련이 있었다. 얼룩덜룩한 기록과 가문 간의 통혼으로 인해 정확히 어느 가문이 토지를 소유했는지 확인하기 어렵지만 울리히는 힌터라인 계곡에 토지와 쉐니스 수도원에서 포크트라는 지위를 분명히 가지고 있었다. 그의 아들 아놀드는 976년에 취리히에서 가장 큰 두 수도원인 그로스뮌스터와 프라우뮌스터, 그리고 우리주에 있는 그들의 땅에 대한 포크트로 임명받았다.
울리히 2세가 즉위 논란 동안 황제 하인리히 4세를 지원했을 때, 그는 취리히가우 또는 취리히 주변의 땅을 받았다. 그의 형제 아놀드 1세는 1064년에 프리크가우의 백작이 되었고 1073년에 세킹엔 수도원을 넘어섰다. 그가 자식 없이 사망하자 그 땅과 소유권은 주요 렌츠부르크 가계에 이르렀다. 울리히 2세의 아들인 루돌프는 아르가우 백국령과 운터발덴주, 우리주 및 슈비츠주를 다스렸다. 1125년에 그는 라이나우 수도원에 포크트가 되었다. 그의 형제인 아놀드 2세는 취리히 제국령 포크타이와 취리히가우 백국령을 소유했다.
12세기 초에 렌츠부르크 땅은 분할되었다. 아놀드 2세(1172년 사망)의 아들들은 스스로를 “ 바덴 백작”이라고 부르기 시작했다. 그들은 취리히가 내려다보이는 알비스 산등성이에 있는 발데른성과 함께 바덴의 슈타인성을 차지했고, 렌츠부르크 땅의 동쪽 부분을 차지했다. 루돌프의 아들들은 스스로를 ‘렌츠부르크 백작’이라고 불렀다. 루돌프의 아들 울리히 4세는 프리드리히 바르바로사의 절친한 친구였으며, 울리히가 죽은 후 그는 렌츠부르크 땅을 바르바로사에게 물려주었다. 수많은 남성 렌츠부르크가 있었지만, 울리히 4세가 죽자 두 계열 모두 끝이 났다.
렌츠부르크 백작이 멸족한 후 렌츠부르크 땅은 결국 합스부르크 땅의 일부가 되었다. 이 이전의 렌츠부르크 땅에서 중앙 스위스로 확장하면서 합스부르크가는 13세기에 삼림주와 충돌하게 되었고, 1291년의 영원한 동맹과 궁극적으로 구스위스 연방의 창설로 이어졌다.

### 울리히 1세
가문 구성원이 다음에 언급된 것은 1036년에 아놀드의 아들 울리히 1세(부자라고도 알려짐)이 베로뮌스터의 대학 교회와 아레강을 건너 스위스 중부 땅을 포함하는 아르가우의 한 군에 대한 권위를 가졌을 때이다. 1045년에 그는 쉐니스 수도원에 대한 종교적 지지자가 되었고 수많은 재산 기부로 번영과 건전한 경제적 기반을 회복했다. 그는 수도원을 둘러싸고 지원하는 여러 종속 농장과 교회를 설립했다. 같은 해에 그는 황제 하인리히 3세를 설득하여 쉐니스 수도원, 베로뮌스터 및 그의 카운티 제국의 직속령을 부여했다. 콘라드 2세와 하인리히 3세 치하에서 그는 스위스가 될 곳에서 황제의 계획을 지원하는 것을 도왔다. 그의 아들인 1039-51/56 로잔의 주교인 하인리히와 아마도 1020/30년에 제네바의 주교였던 콘라트는 둘 다 제국 주교회의에 속했다.

### 하인리히
울리히 1세의 아들 하인리히가 1036년에 베로뮌스터의 학장으로 처음 언급되었다. 그는 로잔의 주교가 되었고, 1039년 콘라드 2세 황제의 장례식에 부르고뉴 왕국의 대사로 파견되었다. 그는 1050년 9월과 10월에 교황이 로잔 교구를 여행했을 때 교황 레오 9세로부터 팔리움을 받았다. 그는 1051년 1월 16일 또는 1056년 1월 16일에 사망했다.

### 울리히 2세
울리히 2세는 울리히 1세(부자)의 손자이자, 로잔의 헨리 주교의 조카였다. 그는 아르가우와 프리크가우의 백작이었고 베로뮌스터, 취리히 및 제킹엔의 포크트였다. 그는 합스부르크의 리첸차와 결혼했다(1100년경 5월 27일 사망). 서임 논란 동안 그는 황제 하인리히 4세를 지지했다. 1077년 그는 라인펠덴의 반왕 루돌프의 선출을 지지했고, 루돌프의 군대와 싸운 교황 특사 마르세유의 수도원장 베르나르를 체포했다. 승리를 거둔 황제는 보상으로 그에게 취리히가우(취리히 주변의 땅)를 주었다. 그의 사망 날짜는 알 수 없으나, 1077년 이후였다. 그의 아들 울리히 3세, 루돌프 1세, 아르놀트 2세는 그를 이어 백작이 되었고, 레이나우의 포크타이도 획득했다.

### 울리히 4세
울리히 4세는 1125년에 처음 언급되었다. 그는 렌츠부르크의 루돌프 1세와 아르가우 백작의 아들이었다. 울리히는 황제의 지지자로 남아 있었고, 1136/37년에는 황제 로타르 3세의 이탈리아 전역에 참여했다. 약 10년 후인 1147~49년에 그는 콘라드 3세 왕의 측근으로 2차 십자군 전쟁에 합류했다. 그는 1152년에 프레데릭 바르바로사의 궁정에 합류하여, 10년 동안 영구적으로 궁정에 있었다. 1173년 1월 5일 후계자 없이 사망하자, 그는 그의 땅을 프레데릭 바르바로사(Frederick Barbarossa)에게 양도했다. 황제는 1173년에 합스부르크의 알베르 3세에게 토지의 일부를, 1188년에 그의 아들 부르고뉴의 오토에게 나머지 땅을 주었다. 오토는 그의 칭호에 렌츠부르크 백작이라는 칭호를 추가했다.

## 같이 보기
- 합스부르크가
- 렌츠부르크성